# 村田惇
村田 惇（むらた あつし、1854年11月22日（嘉永7年10月3日）- 1917年（大正6年）3月16日）は、日本陸軍の軍人。最終階級は陸軍中将。陸軍内のロシア通として知られた。旧名・繁太郎。

## 経歴
本籍静岡県。江戸で幕臣・高野勘四郎尹元の二男として生まれ、村田政の養子となった。
明治3年（1870年）9月より沼津兵学校で資業生（第6期）として学び、明治4年（1871年）1月、沼津兵学校から貢進生として大阪兵学寮幼年学舎に編入。1875年（明治8年）12月、陸軍士官学校（旧2期）に入学し、1879年（明治12年）2月、砲兵少尉に任官。同年12月、陸士砲兵科を卒業し山砲兵第4大隊付となった。
1882年（明治15年）、陸士教官に就任し、参謀本部長伝令使、フランス・イタリア留学、陸軍砲兵射的学校教官などを歴任し、1891年（明治24年）11月、砲兵少佐に昇進。1893年（明治26年）11月から1897年（明治30年）10月まで参謀本部副官を務め、この間、大本営管理部長、第2軍副官（日清戦争出征）を兼務した。1895年（明治28年）3月、砲兵中佐に進級。
1897年（明治30年）10月、砲兵大佐に進級し第4師団参謀長に就任。1898年（明治31年）5月、東宮武官となる。翌年4月から1902年（明治35年）8月までロシア公使館付として勤務した。
1902年5月、陸軍少将に昇進。参謀本部付を経て、同年12月、佐世保要塞司令官に就任。大本営幕僚付（外国係）、韓国統監府付などを経て、1909年（明治42年）8月、陸軍中将に進み築城部本部長となった。1914年（大正3年）5月に待命、同年8月、予備役に編入となった。

## 栄典
位階
- 1891年（明治24年）12月28日 - 従六位[8]
- 1895年（明治28年）7月15日 - 正六位[9]
- 1897年（明治30年）10月30日 - 従五位[10]
- 1902年（明治35年）9月20日 - 正五位[11]
- 1907年（明治40年）10月11日 - 従四位[12]
- 1912年（大正元年）11月20日 - 正四位[13]
- 1914年（大正3年）9月1日 - 従三位[14]

勲章等
- 1892年（明治25年）5月28日 - 勲六等瑞宝章[15]
- 1895年（明治28年）10月18日 - 単光旭日章・功四級金鵄勲章[16]
- 1896年（明治29年）11月25日 - 勲五等瑞宝章[17]
- 1906年（明治39年）4月1日 - 勲二等旭日重光章・功三級金鵄勲章・明治三十七八年従軍記章[18]
- 1909年（明治42年）4月18日 - 皇太子渡韓記念章[19]
- 1915年（大正4年）11月10日 - 大礼記念章[20]

外国勲章佩用允許
- 1887年（明治20年）3月14日 - オスマン帝国：メジジエ第三等勲章[21]
- 1895年（明治28年）10月14日 - フランス共和国：レジオンドヌール勲章シュヴァリエ[22]
- 1896年（明治29年）12月19日 - ロシア帝国：神聖スタニスラス第二等勲章[23]
- 1897年（明治30年）9月10日
  - スペイン王国：シャールトロワー第二等勲章[24]
- *イギリス帝国：銀製ジュビリー記念章[24]
- 1902年（明治35年）12月26日
  - ロシア帝国：神聖アンナ第二等勲章[25]
  - ロシア帝国：神聖スタニスラス第一等勲章[25]
- 1905年（明治38年）7月6日 - 大韓帝国：勲一等八卦章[26]
- 1910年（明治43年）5月10日 - イギリス帝国：バス勲章ナイトコマンダー[27]